# Plateforme Mozilla
Pour les articles homonymes, voir Plateforme et Mozilla.
La plateforme Mozilla (XPFE ou XPToolkit ou Mozilla application framework) est l’ensemble des techniques Mozilla. Cela inclut le moteur de rendu Gecko, XUL, XHTML, SVG, le moteur JavaScript, le toolkit et toutes les API communes disponibles aux applications qui reposent sur cette plateforme.

## Introduction
XPFE est l’acronyme de « cross-platform front-end ». Il pourrait être traduit en français par le terme de « cadriciel orienté développement d’interfaces utilisateurs multiplateformes ».
C’est le terme original qu’utilisait la Fondation Mozilla pour désigner le cadriciel avec lequel ont été développés la suite logicielle Mozilla puis les autres produits (Firefox, Thunderbird, SeaMonkey etc.).
Il est actuellement plutôt désigné par le terme d’XPToolkit ; voire par Mozilla application framework dans les pays anglophones.

## Les techniques utilisées dans la plateforme
- Gecko : moteur de rendu
- Necko
- XPConnect (en)
- XUL : langage XML de description d’interface. Toute l’interface graphique de Mozilla et produits dérivés sont en XUL (prononcez « zool »).
- XBL : permet de créer des composants graphiques.
- RDF : un format XML permettant de stocker des données, sous forme de graphe (arbre, etc.).
- XHTML : la version XML de HTML est implémentée dans Gecko (le cœur de Mozilla), permettant d’afficher des pages web. De même Gecko supporte HTML 4.
- DOM : permet de manipuler des fichiers XML.
- XSLT : transforme des fichiers XML en d’autre fichiers XML.
- MathML : pour écrire des formules mathématiques.
- SOAP, WSDL, XML-RPC… les différents services web.
- SVG : un langage XML pour faire des dessins vectoriels en 2D.
- Canvas : une balise HTML qui permet de dessiner en JavaScript.
- XForms : permet de faire des formulaires.
- SMIL : un dialecte XML permet de faire des animations, des présentations multimédia.
- CSS : permet de personnaliser l’affichage.
- JavaScript: pour programmer le comportement de l’interface.
- E4X : une api qui a le même but que SimpleXML pour PHP : apporter une alternative à DOM pour manipuler facilement les fichiers XML.
- XPCOM : permet de développer des composants réutilisables, et installables facilement.
- XPI : format de fichier d’installation d’une application Mozilla.
- SQL : la plateforme Mozilla propose une API pour accéder à une base de données.
- POP : SMTP, IMAP, NNTP : la plateforme supporte des protocoles d’accès aux systèmes de messagerie et de newsgroup.
- XTF (en) : un framework permettant d’ajouter facilement un langage XML dans le moteur Gecko.